# Les Onze Mille Verges
Pour les articles homonymes, voir Verge.
Les Onze Mille Verges ou les Amours d'un hospodar est un roman de pornographie extrême (plus proprement dit de violence sexuelle « érotisée »)  de Guillaume Apollinaire (le plus connu de l'auteur), publié en 1907 et simplement signé de ses initiales (« G. A. »).

## Résumé et analyse
Il relate l'histoire fictive d'un hospodar moldovalaque, Mony Vibescu, dans un périple qui le mène de Bucarest à Paris, puis dans l'Europe entière et finalement à Port-Arthur (en Chine), où il meurt flagellé par un corps d'armée, accomplissant ainsi sa destinée pour avoir failli à son serment :

« Si je vous tenais dans un lit, vingt fois de suite je vous prouverais ma passion. Que les onze mille vierges ou même les onze mille verges me châtient si je mens ! »

C’est un personnage sans morale, dont la jouissance passe par la destruction, la soumission, la cruauté. Il incarne le fantasme de toute-puissance d’un homme riche, blanc et sadique. L’ouvrage se distingue par sa volonté de repousser toutes les limites morales, sociales et sexuelles, à travers des scènes décrivant explicitement :
- des violences sexuelles (viols collectifs, torture sexuelle, agressions sur adultes et enfants),
- des actes de pédocriminalité,
- des meurtres à caractère sexuel, parfois combinés à de la mutilation ou de la strangulation,
- des scènes de nécrophilie,
- des pratiques de coprophagie et de scatologie sexuelle,
- des allusions à la zoophilie,
- ainsi que des fantasmes marqués par un racisme colonialiste, exotisant ou violentant des corps racisés.

Le roman est rédigé dans un style littéraire soutenu, ponctué d’humour noir et d’ironie, ce qui accentue le contraste entre la forme et la gravité des contenus décrits. Le narrateur adopte un ton détaché, voire jubilatoire, face aux actes qu’il met en scène, sans distance critique apparente.
Longtemps diffusé sous le manteau, Les Onze Mille Verges a suscité des débats dans les milieux littéraires : certains y voient une œuvre de transgression formelle, dans la lignée du Marquis de Sade, tandis que d’autres dénoncent son caractère profondément problématique en raison de la banalisation de violences sexuelles, de la pédocriminalité et du racisme.

## Historique
Bien qu'Apollinaire soit connu comme l'auteur des Exploits d'un jeune don Juan, roman érotique paru en 1911, la paternité du texte a été longtemps discutée car il n'a jamais été revendiqué explicitement par son auteur. Si l'attribution à l'auteur d’Alcools ne fait aujourd'hui plus de doutes, en 2001 le libraire parisien Jean-Pierre Dutel a découvert que le chapitre « La Blanche Hermine » est composé à partir de deux extraits du roman Odor di femina, amours naturalistes d'Edmond Dumoulin (éd. Auguste Brancart, 1890) et que le reste de l'ouvrage est une traduction adaptée de Kinder-Geilheit (« Lubricités enfantines »), roman publié anonymement à Berlin vers 1900 (Laute's Volksbuchhandlung). Cette deuxième « source » apparaît précisément sous la plume d'Apollinaire dans son carnet de note à la date du 2 mars 1905.
Par ailleurs, de récentes recherches attribuent l'édition des deux romans érotiques d'Apollinaire à Élias Gaucher (pseudonyme de Julien Gauché, 1854-1922), imprimeur-éditeur à Malakoff.
En 1970, Régine Deforges fait paraître la première édition publique et, en 1975, Jean-Jacques Pauvert publie le texte de l’édition originale.

## Adaptations
- En 1975, Éric Lipmann en fait une adaptation au cinéma, également titrée Les Onze Mille Verges.
- Les Onze Mille Verges, roman illustré par Tanino Liberatore, Drugstore, 2011  (ISBN 978-2723480635).